# Ducenari
Ducenari (en llatí ducenarius, plural ducenarii) va ser el nom de diversos magistrats durant el període imperial romà. El nom fa referència a dos-cents.
Hi havia quatre tipus de magistrats:
- Els procuradors imperials, que cobraven un salari de 200 sestercis. Cassi Dió diu que aquest sou el va establir August i que el nom els venia del que cobraven. Claudi els va concedir ornaments consulars.
- Uns jutges establerts per August. S'anomenaven així perquè els seus béns, segons estaven valorats al cens, només pujaven a 200 sestercis. Jutjaven causes menors, segons Suetoni.
- Uns oficials militars que dirigien dues centúries i que tenien el mateix rang que els primi hastati a l'antiga legió.
- les tropes del palau imperial que estaven sota el comandament d'un Magister officiorum

Al segle iii i més tard el títol s'aplicava als anomenats protectores Augusti i a molts funcionaris de rang eqüestre, com els praefecti legionum, praefecti vehiculorum i imperatori a consiliis. En aquests casos el títol sembla indicar el rang i el sou del funcionari, i poques vegades s'utilitzava sense afegir un altre títol.